# Hauknes
Hauknes är en tätort i Rana kommun i Nordland fylke i norra Norge. Orten ligger vid Europaväg 6 och Nordlandsbanan, på södra sidan av Ranfjorden, sydväst om staden Mo i Rana.